# 三涇廟
三涇廟是中華人民共和國上海市長寧區的一個道觀，位于安化路凯旋路交叉口。三泾庙始建於明世宗嘉靖元年（1522年）。2010年7月，三泾庙的主体進行修缮。